# Senat Scherf III
Der Senat Scherf III amtierte vom 4. Juli 2003 bis 7. November 2005 als Bremer Landesregierung.
| Amt                                                   | Name                                                   | Partei | Partei            |
| ----------------------------------------------------- | ------------------------------------------------------ | ------ | ----------------- |
| Bremer Bürgermeister und Präsident des Senats         | Henning Scherf                                         |        | SPD               |
| kirchliche Angelegenheiten                            | Henning Scherf                                         |        | SPD               |
| Justiz und Verfassung                                 | Henning Scherf                                         |        | SPD               |
| Stellvertretender Präsident des Senats, Bürgermeister | Hartmut Perschau bis 13. Juli 2004                     |        | CDU               |
| Stellvertretender Präsident des Senats, Bürgermeister | Peter Gloystein ab 8. September 2004 bis 12. Mai 2005  |        | CDU               |
| Stellvertretender Präsident des Senats, Bürgermeister | Thomas Röwekamp ab 25. Mai 2005                        |        | CDU               |
| Inneres und Sport                                     | Thomas Röwekamp                                        | CDU    |                   |
| Finanzen                                              | Ulrich Nußbaum                                         |        | parteilos für SPD |
| Wirtschaft und Häfen                                  | Hartmut Perschau bis 13. Juli 2004                     |        | CDU               |
| Wirtschaft und Häfen                                  | Jens Eckhoff geschäftsführend bis 8. September 2004    |        | CDU               |
| Wirtschaft und Häfen                                  | Peter Gloystein bis 12. Mai 2005                       |        | CDU               |
| Wirtschaft und Häfen                                  | Jörg Kastendiek ab 25. Mai 2005                        |        | CDU               |
| Bau, Umwelt und Verkehr                               | Jens Eckhoff                                           | CDU    |                   |
| Bildung und Wissenschaft                              | Willi Lemke                                            |        | SPD               |
| Kultur                                                | Hartmut Perschau bis 13. Juli 2004                     |        | CDU               |
| Kultur                                                | Thomas Röwekamp geschäftsführend bis 8. September 2004 |        | CDU               |
| Kultur                                                | Peter Gloystein bis 12. Mai 2005                       |        | CDU               |
| Kultur                                                | Jörg Kastendiek                                        |        | CDU               |
| Arbeit, Frauen, Gesundheit, Jugend und Soziales       | Karin Röpke                                            |        | SPD               |
| Bevollmächtigte beim Bund                             | Kerstin Kießler (Staatsrätin)                          | SPD    |                   |